# Austrian Forces Disaster Relief Unit
Die Austrian Forces Disaster Relief Unit (AFDRU) ist das Katastrophenhilfeelement für Urban Search and Rescue (USAR) des Österreichischen Bundesheeres. AFDRU wurde, aufgrund der bei internationalen Katastrophenhilfeeinsätzen im In- und Ausland gesammelten Erfahrungen, 1990 aus der Taufe gehoben und war seit 1997 bereits in vielen Einsätzen direkt und indirekt erfolgreich. Das Kontingent besteht aus einem Führungs-, einem Versorgungs- und einem Einsatzelement.
Aufgestellt wird AFDRU erst im Anlassfall aus Freiwilligen des Aktiv- und Milizstandes und im Bedarfsfall durch zivile Spezialisten wie zum Beispiel Rettungshundeführer oder Bergretter ergänzt. Die Verantwortung für die Aufstellung und Formierung von AFDRU liegt beim Kommando des ABC-Abwehrzentrum in Korneuburg.
Am 2. September 2024 übernahm Major Anna Kaiser das Kommando über die AFDRU von Oberstleutnant Nikolaus Salzer. Major Kaiser ist im zivilen Beruf Leiterin des Zentrums für Kulturgüterschutz an der Universität für Weiterbildung Krems und war zuvor unter anderem fünf Jahre lang Kommandantin des Jägerbataillons Niederösterreich in Tulln.

## Aufgaben und Einsatzmöglichkeiten
Die Aufgaben von AFDRU sind vielfältig und richten sich nach dem jeweiligen Einsatz, die Hauptaufgaben sind aber Such- und Rettungseinsätzen in urbanem Gelände nach Erdbeben, sowie die Trinkwasseraufbereitung nach Erdbeben und Überflutungen. Da bei AFDRU Spezialisten (z. B. Chemiker, Physiker, Statiker, Krisen- und Notfallmanager, Ärzte, Techniker, Mitglieder der Bergrettung und der Feuerwehr) in unterschiedlichsten Bereichen tätig sind, kann AFDRU auch auf außergewöhnliche Ereignisse gut reagieren und dementsprechende Maßnahmen treffen. Ein AFDRU-Einsatz ist, wenn nötig so konzipiert, dass er auch ohne Versorgung von außen bis zu 10 Tage aufrechterhalten werden kann. Ein SAR-Einsatz von AFDRU wird meist durch Such- und Rettungshunde von zivilen Organisationen (z. B. Rettungshundestaffel des Feuerwehr-KHD Wien, Österreichische Rettungshundebrigade) unterstützt, da das Österreichische Bundesheer nur über technische Ortungsmöglichkeiten verfügt.
Primäraufgaben
- Suche und Rettung (SAR bzw. USAR) von Personen (gegebenenfalls auch Tieren) mittels biologischer oder technischer Ortung
- Trinkwasseraufbereitung mittels mobiler Trinkwasseraufbereitungsanlagen (TWA)
- Organisationsunterstützung und Koordination (Krisen- bzw. Katastrophenmanagement, UN-Nothilfekoordinator – OCHA)

Sekundäraufgaben
- Beraterfunktionen (Statik, Chemie, Schadensstellen, Organisation)
- Bergung von Gütern und Toten
- Brandbekämpfung
- ABC-Spüren, Dekontamination und Seuchenbekämpfung (in kleinem Rahmen und meist zum Eigenschutz)
- Notfall- und Erstversorgung des eigenen Personals
- (Eigen-)Versorgung

## Chronologie
Folgende Daten entstammen dem Artikel Österreichs Bundesheer und wurden an diesen Artikel hier angepasst und teilweise ergänzt.
- 1990: Aufstellung von AFDRU[3].
- 1997: Assistenzeinsatz der Pioniere und AFDRU (ATHUM/PL – Austrian Humanitarian Contingent/Poland) anlässlich der Flutkatastrophe in Polen[4]
- 1999: (August) Assistenzeinsatz (USAR) der AFDRU/TU (Austrian Forces Disaster Relief Unit/Turkey) und Trinkwasseraufbereitung der ATHUM/TU (Austrian Humanitarian Contingent/Turkey) anlässlich der ersten Erdbebenkatastrophe im Großraum Istanbul in der Türkei (erster offizieller Einsatz von AFRDU)
- 1999: (September) Assistenzeinsatz (USAR) der AFDRU/TW (Austrian Forces Disaster Relief Unit/Taiwan) anlässlich der Erdbebenkatastrophe in Taiwan
- 1999: (November) Assistenzeinsatz (USAR & Trinkwasseraufbereitung) anlässlich der zweiten Erdbebenkatastrophe im Großraum Istanbul in der Türkei[5]
- 2000: (März) Assistenzeinsatz zur Trinkwasseraufbereitung der ATHUM/MOC (Austrian Humanitarian Contingent for Mocambique) anlässlich der Überflutungen in Mosambik[6]
- 2003: (Mai) Assistenzeinsatz (USAR) anlässlich der Erdbebenkatastrophe in Algerien[7]
- 2003: (Dezember) Assistenzeinsatz (USAR) der AFDRU/IRAN (Austrian Forces Desaster Relief Unit Iran) anlässlich der Erdbebenkatastrophe im Iran
- 2004: (Dezember) Assistenzeinsatz zur Trinkwasseraufbereitung der AFDRU/SRI LANKA (Austrian Forces Desaster Relief Unit in Sri Lanka) anlässlich des Tsunamis in Sri Lanka[8]
- 2005: (Oktober) Assistenzeinsatz (USAR & Trinkwasseraufbereitung[9]) der AFDRU/PAKISTAN (Austrian Forces Desaster Relief Unit in Pakistan) anlässlich der Erdbebenkatastrophe in Pakistan
- 2023: (Februar) Assistenzeinsatz (USAR) der AFDRU/TÜRKIYE/SYRIA (Austrian Forces Desaster Relief Unit in Türkei und Syrien) anlässlich der Erdbeben in der Türkei und Syrien[10]
- 2023: Einmeldung von 6 Modulen in den EU-Katastrophenschutzmechanismus (USAR, USAR CBRN, CBRN Sampling & Detection, CBRN Decontamination, Water Purification, Ground Forrest Fire Fighting with Vehicles)
- 2023: Zertifizierung des ersten Modules (USAR) durch die EU aufgrund der aufrechten UN-INSARAG Classification als „Heavy Urban Search and Rescue Team“
- 2025: Unterstützung örtlicher Kräfte bei der Bekämpfung der Maul- und Klauenseuche in der Slowakei.[11]